# Vencel Sándor
Vencel Sándor a nemzetközi sportsajtóban Alexander Vencel (Nagyilva, 1944. február 8. –) csehszlovák válogatott magyar labdarúgó.

## Pályafutása

### Klubcsapatokban
Legtöbb mérkőzést (321) a Slovan Bratislava csapatában játszotta. 1977-ben a Plastika Nitrához, majd a Slovan Wienhez igazolt. 1982-ben Ausztriában fejezte be a pályafutását.

### A válogatottban
A nemzeti csapatban 1965. szeptember 19-én mutatkozott be a Románia elleni 3–1-re megnyert mérkőzésen.
Részt vett az 1970-es labdarúgó-világbajnokságon és az 1976-os labdarúgó-Európa-bajnokságon, ahol Csehszlovákia aranyérmet nyert.

### Edzőként
Asszisztensként dolgozott a Dunaszerdahelyen, a Spartak Trnava és a Slovan Bratislava kluboknál.

## Statisztika

### A válogatottban
| Válogatott    | Év       | Mérk. | Gólok |
| ------------- | -------- | ----- | ----- |
| Csehszlovákia | 1965     | 4     | 0     |
| Csehszlovákia | 1966     | 3     | 0     |
| Csehszlovákia | 1967     | 0     | 0     |
| Csehszlovákia | 1968     | 0     | 0     |
| Csehszlovákia | 1969     | 4     | 0     |
| Csehszlovákia | 1970     | 3     | 0     |
| Csehszlovákia | 1971     | 1     | 0     |
| Csehszlovákia | 1972     | 0     | 0     |
| Csehszlovákia | 1973     | 0     | 0     |
| Csehszlovákia | 1974     | 5     | 0     |
| Csehszlovákia | 1975     | 0     | 0     |
| Csehszlovákia | 1976     | 3     | 0     |
| Csehszlovákia | 1977     | 2     | 0     |
| Összesen      | Összesen | 25    | 0     |

## Sikerei, díjai

### Klubcsapattal
Slovan Bratislava
- Kupagyőztesek Európa-kupája (1): 1968–69
- Csehszlovák bajnokság (3): 1969–70, 1973–74, 1974–75
- Csehszlovák kupa (2): 1967–68, 1973–74
- Szlovák kupa (Csehszlovákián belül) (4): 1969–70, 1971–72, 1973–74, 1975–76

### A válogatottal
Csehszlovákia
- Európa-bajnokság (1): 1976 (1. hely)